# Godzianów (gemeente)
De gemeente Godzianów is een landgemeente in het Poolse woiwodschap Łódź, in powiat Skierniewicki.
De zetel van de gemeente is in Godzianów.
Op 30 juni 2004 telde de gemeente 2729 inwoners.

## Oppervlaktegegevens
In 2002 bedroeg de totale oppervlakte van gemeente Godzianów 44,06 km², waarvan:
- agrarisch gebied: 86%
- bossen: 7%

De gemeente beslaat 5,83% van de totale oppervlakte van de powiat.

## Demografie
Stand op 30 juni 2004:
| Omschrijving                   | Totaal | Totaal | Vrouwen | Vrouwen | Mannen | Mannen |
| ------------------------------ | ------ | ------ | ------- | ------- | ------ | ------ |
| eenheid                        | aantal | %      | aantal  | %       | aantal | %      |
| inwoners                       | 2729   | 100    | 1360    | 49,8    | 1369   | 50,2   |
| bevolkingsdichtheid (inw./km²) | 61,9   | 61,9   | 30,9    | 30,9    | 31,1   | 31,1   |

In 2002 bedroeg het gemiddelde inkomen per inwoner 1299,72 zł.

## Administratieve plaatsen (sołectwo)
Byczki, Godzianów, Kawęczyn, Lnisno, Płyćwia, Zapady.

## Aangrenzende gemeenten
Głuchów, Lipce Reymontowskie, Maków, Skierniewice, Słupia